# Euseius planetarius
Euseius planetarius är en spindeldjursart som först beskrevs av De Leon 1959.  Euseius planetarius ingår i släktet Euseius och familjen Phytoseiidae. Inga underarter finns listade i Catalogue of Life.